# Fotbal Vest
Fotbal vest este un ziar regional de fotbal din Timișoara, România. Acesta a fost fondat in 1990 și ,,acoperă" patru județe ale țării: Arad, Caraș-Severin, Hunedoara și Timiș. 